# Рясна (Тапа)
Ря́сна (ест. Räsna küla) — село в Естонії, у волості Тапа повіту Ляене-Вірумаа.

## Населення
Чисельність населення на 31 грудня 2011 року становила 36 осіб.

## Історія
З 24 жовтня 1991 до 21 жовтня 2005 року село входило до складу волості Легтсе.